# Апостольский викариат Фессалоник
Апостольский викариат Фессалоник (лат. Vicariatus Apostolicus Thessalonicensis) — апостольский викариат Римско-Католической Церкви с центром в городе Салоники, Греция. Апостольский викариат Фессалоник подчиняется непосредственно Святому Престолу и распространяет свою юрисдикцию на Западную Македонию, Центральную Македонию, Фессалию и Восточную Македонию и Фракию. Кафедральным собором апостольского викариата Фессалоник является церковь Непорочного Зачатия Пресвятой Девы Марии в городе Салоники. С 1929 года кафедра апостольского викариата Фессалоник вакантна.

## История
18 марта 1926 года Римский папа Пий XI издал бреве In sublimi Principis, которым учредил апостольский викариат Фессалоник, выделив его из апостольского викариата Константинополя (сегодня — Апостольский викариат Стамбула).
С 1929 года кафедра апостольского викариата Фессалоник является вакантной.

## Ординарии апостольского викариата
- епископ Алессандро Гуидати (5.05.1927 — 15.07.1929) — назначен архиепископом Наксоса, Андроса, Тиноса и Миконоса;
  - Иоаннис Филиппуссис (1929 — 1947) — апостольский администратор;
  - Маркус Зигала (1947 — 1950) — апостольский администратор;
  - Георгий Ксенопулос SJ[1](1950 — 1953) — апостольский администратор;
  - Мариус Макрионитис SJ (1953 — 1959) — апостольский администратор;
  - Бенедиктос Принтезис (1959 — 1962) — апостольский администратор;
  - Dimítrios Rousso SJ (1969 — 1992) — апостольский администратор;
  - Антониос Варталитис AA (1992 — 2003) — апостольский администратор;
  - Яннис Спитерис OFMCap (22.03.2003 — 14.09.2020) — апостольский администратор;
  - Georgios Altouvas (14.09.2020 — по настоящее время) — апостольский администратор.

## Источник
- Annuario Pontificio, Libreria Editrice Vaticana, Città del Vaticano, 2003, ISBN 88-209-7422-3
- Breve In sublimi Principis, AAS 18 (1926), стр. 483  (лат.)